# Франц Эрдман (герцог Саксен-Лауэнбурга)
Франц Эрдман Саксен-Лауэнбургский (нем. Franz Erdmann von Sachsen-Lauenburg; 25 февраля 1629, Тейзинг — 30 июля 1666, Шварценбек) — герцог Саксен-Лауэнбурга в 1665—1666 годах, генерал-фельдмаршал имперской армии.
Франц Эрдман — старший сын герцога Юлия Генриха Саксен-Лауэнбургского и его второй супруги Елизаветы Софии Бранденбургской, дочери курфюрста Иоганна Георга Бранденбургского. Принц воспитывался в лютеранском вероисповедании, хотя его отец и перешёл в католицизм. Франц Эрдман воевал в звании генерал-майора в шведской армии против Польши и в звании генерал-фельдмаршала в имперской армии против Франции. Член Плодоносного общества.
В 1654 году Франц Эрдман женился на своей кузине Сибилле Гедвиге, дочери герцога Августа Саксен-Лауэнбургского. В том же году по его указу в Грос-Грёнау была построена его резиденция. Франц Эрдман наследовал отцу в Саксен-Лауэнбурге в 1665 году, но умер менее чем через год после этого. В браке Франца Эрдмана с Сибиллой Гедвигой детей не было, поэтому ему наследовал младший сводный брат Юлий Франц.